# Dorypoditius zitzmanni
Dorypoditius zitzmanni är en kräftdjursart som beskrevs av Karl Wilhelm Verhoeff 1942. Dorypoditius zitzmanni ingår i släktet Dorypoditius och familjen Porcellionidae. Inga underarter finns listade i Catalogue of Life.